# Саз (музичний інструмент)
Саз, інколи сааз (дослівно з перс. ساز означає інструмент; у перенесному значенні — ліра поета) — народний струнний щипковий грушоподібний музичний інструмент з 3–4 парними або потрійними струнами, поширений серед народів Закавказзя, Ірану, Афганістану та деяких країн Балканського півострова. Гриф саза зазвичай інкрустовано деревом і кісткою з вирізаними на них зеленими і червоними лініями. Довжина саза коливається від 38 до 55 см.
В Ірані саз називають будь-який музичний інструмент, а саме цей вид щипкового струнного інструменту — чогуром.
В Туреччині сазом називають два музичних інструменти: 
- ба(г)лама́ (тур. bağlama, від дієсл. bağlamak (прив'язувати, зав'язати). ) — великий саз (т. зв. «баглама з довгим грифом») з 7 струнами (дві парні струни й одна потрійна)[4];
- джура́ (тур. cura, від перс. جوره , друг) — маленький саз з 6 струнами (трьома парними).

В Азербайджані саз має від 10 до 14 ладів і від 8 до 10 струн.
Баглама також була поширена серез кримських татар. Правильна назва інструменту — крим. узун сап баглама. Зараз спостерігається відновлення техніки гри та репертуару цього кримського народного інструменту.
Саз, який сьогодні широко поширений в Анатолії, має багато видів у Середній Азії. Прикладом цього є дутар, яким здавна користуються узбеки та туркмени; комуз киргизів, домбира, на якому грають казахи, каракалпаки, ногайці та туркестанці. Можна вважати, коли турки прийшли в Анатолію, вони, безсумнівно, привезли з собою деякі інструменти, такі як копуз і саз.

## Стрій
Традиційно саз лаштували під голос, тому абсолютна висота строю не важлива, лише правильність інтевалів між струнами. Але зараз для концертної діяльності у квінтовому строї багламу з довгим грифом налаштовують так, щоб найтовща струна звучала на соль.
Причина того, що хори струн розподіляються як дві, дві, і три в тому, що найтонші струни повинні бути найгучнішими. Їх використовують для вигравання мелодій. Тому найкращий варіант — це зробити так, щоб вони звучали гучніше за інші хори струн, а отже до основної струни додати ще дві на октаву вище.

### Стрій GDA (або квінтовий)
Зараз найпоширенішим, зокрема у Туреччині, для баглами з довгим грифом є стрій по квінтам, або «чорний стрій», на ноти соль (G), ре (D), ля (A).
- Перша пара струн. Струна № 1 — нижча соль. Струна № 2 — соль на октаву вище першої.
- Середня пара струн. Струни № 3 і 4 налаштовані в унісон на ноту ре.
- Остання трійка струн. Струна № 5 лаштується на тон вище струни №1 на ноту ля. Дві останні налаштовані на октаву вище струни № 5.[7]

Також квінтами багламу з довгим грифом лаштують у такі строї:
- G D A  (стандартний стрій),
- A E B (альтернативний стрій),
- A# F C (альтернативний стрій)[8].

Багламу з коротким грифом лаштують таким чином:
- C G D (стандартний стрій),
- D A E.

### Інші строї
Існують й інші строї, зокрема ADA і AGD.

### Лади
Лади на багламі нав'язуються. У сучасних умовах використовують матеріал на зразок риболовецької волосіні. У традиційній музиці їх можна переміщати, щоб отримати мікротональні варіації, які зустрічаються в турецькому мистецтві та народній музиці. Але фабричні іструменти мають стандартизований порядок ладів, що розташовуються за півтонами (як на сучасній гітарі). Але є ряд додаткових між ними ладів, які розміщуються так, щоб додати мікротональні звуки, характерні для турецької музики.

## Спосіб гри
На багламі грають плектром, виготовленим, як правило, з кори черешні або, у сучасних умовах, з  пластику.
На сазі грають як сольно, так і в складі ансамблю. Він є одним з основних музичних інструментів азербайджанських та вірменських ашугів. Саз входить до складу оркестрових народних інструментів Азербайджану, Вірменії, Туреччини, Криму та Ірана.

## Виноски
1. ↑  Словник літературознавчих термінів / В. М. Лесин, О. С. Пулинець. Київ: Радянська школа, 1971. — C. 371
2. ↑  Словник української мови: в 11 томах. — Том 9, 1978. — Стор. 16.
3. ↑  Encyclopaedia Iranica. ČOḠŪR.
4. 1 2  Джеміль Каріков: «Музика кримських татар - це духовність і теплота»
5. ↑  Yildiray Erdener. Saz kopuz'dan türemiş olamaz - CIU, folklor/edebiyat, cilt:21, sayı:81, 2015/1
6. ↑  Jas's-- Beginning Saz Stuff
7. ↑  Jas's-- Beginning Saz Stuff
8. ↑  How To Tune A Turkish Long Neck Saz
9. ↑  Меджнун Керимов. Атлас традиционной азербайджанской музыки. Саз.